# Kwartalnik Artystyczny
Kwartalnik Artystyczny – pismo literackie, od 2022 roku wydawane przez Wojewódzką Bibliotekę Publiczną – Książnicę Kopernikańską w Toruniu przy pomocy finansowej Ministerstwa Kultury i Dziedzictwa Narodowego, Urzędu Marszałkowskiego Województwa Kujawsko-Pomorskiego, Urzędu Miasta Bydgoszczy, Urzędu Miasta Torunia.

## O piśmie
Powstało w 1993 roku dzięki działaniom Elżbiety Czerskiej dyrektorki Wydziału Kultury i Sportu Urzędu Wojewódzkiego w Bydgoszczy. Do końca 1994 wydawane było przez Teatr Polski w Bydgoszczy, pod redakcją Krystyny Starczak-Kozłowskiej. W latach 1995–2009 wydawcą był Wojewódzki Ośrodek Kultury w Bydgoszczy wraz z: Miejskim Ośrodkiem Kultury w Bydgoszczy (1996–1999), Robotniczym Stowarzyszeniem Twórców Kultury w Bydgoszczy (2002), Pomorską Fundacją Artystyczną ART (2003–2007). Od 2009 pismo wydawał Wojewódzki Ośrodek Kultury i Sztuki z Narodowym Centrum Kultury (2010), a od 2014 do 2021 Kujawsko-Pomorskie Centrum Kultury w Bydgoszczy. Od 2022 roku wydawcą „Kwartalnika Artystycznego” jest Wojewódzka Biblioteka Publiczna-Książnica Kopernikańska w Toruniu. 
Od 1995 roku redaktorem naczelnym jest Krzysztof Myszkowski. Zespół tworzą: Adam Bednarek, Stefan Chwin, Aleksander Fiut, Michał Głowiński, Marek Kędzierski, Julian Kornhauser, Leszek Szaruga; autorką okładek, od 1998 roku, jest Ewa Bathelier.
Pismo adresowane jest do miłośników literatury – przybliża utwory najwybitniejszych pisarzy, a także autorów młodszych pokoleń i debiutantów.
W „Kwartalniku Artystycznym” publikowane są wiersze, proza, eseje, szkice, recenzje, noty, rozmowy, ankiety, głosy i glosy m.in.: Czesława Miłosza, Wisławy Szymborskiej, Julii Hartwig, Zbigniewa Herberta, Tadeusza Różewicza, Gustawa Herlinga-Grudzińskiego, Jana Błońskiego, Tomasza Burka, Kazimierza Hoffmana, Ryszarda Kapuścińskiego, Stanisława Lema, Artura Międzyrzeckiego, Joanny Pollakówny, Jarosława Marka Rymkiewicza, Jana Józefa Szczepańskiego, Jana Twardowskiego, Zbigniewa Żakiewicza, Kazimierza Brakonieckiego, Stefana Chwina, Tadeusza Dąbrowskiego, Mirosława Dzienia, Aleksandra Fiuta, Michała Głowińskiego, Renaty Gorczyńskiej, Jacka Gutorowa, Ireneusza Kani, Marka Kędzierskiego, Bogusława Kierca, Jakuba Kornhausera, Juliana Kornhausera, Ryszarda Krynickiego, Antoniego Libery, Krzysztofa Lisowskiego, Jacka Łukasiewicza, Jerzego Madejskiego, Piotra Matywieckiego, Krzysztofa Myszkowskiego, Anny Nasiłowskiej, Kazimierza Nowosielskiego, Krystyny Rodowskiej, Tomasza Różyckiego, Krzysztofa Siwczyka, Piotra Sobolczyka, Piotra Sommera, Leszka Szarugi, Piotra Szewca, Artura Szlosarka, Janusza Szubera, Andrzeja Szuby, Pawła Tańskiego, Macieja Wróblewskiego, Adama Zagajewskiego, Andrzeja Zawady.

## Numery monograficzne i tematyczne
W numerach monograficznych prezentowani są poeci, pisarze, malarze i rzeźbiarze, m.in.: Jerzy Andrzejewski (dwa numery), Francis Bacon, Samuel Beckett (osiem numerów), Jan Błoński (dwa numery), Louis Bourgeois, Michał Anioł, Louis-Ferdinand Céline, Stefan Chwin (dwa numery), Alberto Giacometti (trzy numery), Allen Ginsberg, Michał Głowiński, Julia Hartwig (dwa numery), Zbigniew Herbert (dwa numery), Kazimierz Hoffman (dwa numery), Ryszard Kapuściński, Konstandinos Kawafis, Julian Kornhauser, Ryszard Krynicki, Stanisław Jerzy Lec, Antoni Libera, Artur Międzyrzecki, Czesław Miłosz (dziewięć numerów), Robert Pinget, Harold Pinter, Ezra Pound, Tadeusz Różewicz (sześć numerów), Leszek Szaruga, Wisława Szymborska (pięć numerów), Jan Twardowski, w tematycznych: literatura czeska, izraelska (dwa numery), rosyjska; poezja amerykańska, chorwacka, macedońska, słoweńska, a także wydawnictwa: Suhrkamp Verlag i Editions de Minuit (dwa numery).

## Ankiety
W Ankietach poeci, pisarze i krytycy wypowiadają się o twórczości oraz przełomach w literaturze polskiej ostatnich dekad: Po co piszę?, Trzy wiersze, Jaki jest teraźniejszy stan literatury polskiej?, Po przełomie – najważniejsze książki dwudziestolecia 1989–2009, Po co literatura?, Moi mistrzowie, Najważniejsze książki 1918–2018, Jak oceniam literaturę polską trzydziestolecia 1989–2019.

## Głosy i glosy,
Omówienia ostatnich książek oraz rocznicowe wspomnienia dotyczące autorów „Kwartalnika Artystycznego” ukazują się w Głosach i glosach m.in.: o Samuelu Becketcie, o Jerzym Andrzejewskim, 5 lat „Kwartalnika Artystycznego”, Zbigniewowi Herbertowi in memoriam, Czesławowi Miłoszowi w 90. rocznicę urodzin, O Drugiej przestrzeni Czesława Miłosza, O Orfeuszu i Eurydyce Czesława Miłosza, Alberto Giacometti, 10 lat „Kwartalnika Artystycznego”, Czesławowi Miłoszowi in memoriam, W 1. rocznicę śmierci Czesława Miłosza, Na 85. urodziny Tadeusza Różewicza, O Wierszach ostatnich Czesława Miłosza, O Arturze Międzyrzeckim, W 10. rocznicę śmierci Zbigniewa Herberta, O Znakach Kazimierza Hoffmana, O Tutaj Wisławy Szymborskiej, O Jasne niejasne Julii Hartwig, W 100. rocznicę urodzin Jerzego Andrzejewskiego, W 1. rocznicę śmierci Jana Błońskiego, O Kręgach obcości Michała Głowińskiego, Najważniejsze książki i wiersze Czesława Miłosza, Na 90. urodziny Julii Hartwig, Wisławie Szymborskiej in memoriam, O Wystarczy Wisławy Szymborskiej, 20 lat „Kwartalnika Artystycznego”, W 1. rocznicę śmierci Wisławy Szymborskiej, Na 70. urodziny Ryszarda Krynickiego, O Zapisane Julii Hartwig; O wierszach Wisławy Szymborskiej, W 10. rocznicę śmierci Czesława Miłosza,  Tadeusz Różewicz in memoriam, W 1. rocznicę śmierci Tadeusza Różewicza, Na 85. urodziny Jana Błońskiego, Na 70. urodziny Leszka Szarugi, W 50. rocznicę śmierci Stanisława Jerzego Leca, O Spojrzeniu Julii Hartwig, Na 70. urodziny Juliana Kornhausera, Julia Hartwig in memoriam, Na 25-lecie „Kwartalnika Artystycznego”, w 110. rocznicę urodzin Czesława Miłosza, w 100. rocznicę urodzin Julii Hartwig, w 100. rocznicę urodzin Tadeusza Różewicza, w 1. rocznicę śmierci Janusza Szubera, w 10. rocznicę śmierci Wisławy Szymborskiej, w 1. rocznicę śmierci Adama Zagajewskiego, w setną rocznicę urodzin Mirona Białoszewskiego, na trzydziestolecie Kwartalnika Artystycznego, w setne urodziny Wisławy Szymborskiej, w 80. rocznicę Piotra Matywieckiego, w 40. rocznicę śmierci Jerzego Andrzejewskiego.

## Rozmowy
Opinie o współczesnej literaturze, krytyce i sztuce znajdują się w Rozmowach, m.in. z: Agnieszką Holland, Józefem Tischnerem, Tadeuszem Różewiczem, Czesławem Miłoszem, Michałem Głowińskim, Tadeuszem Kantorem, Johnem Banville’em, Januszem Styczniem, Marianem Czuchnowskim, Janem Błońskim, Eugene’em Ionesco, Jackiem Baczakiem, Krystyną i Czesławem Bednarczykami, Ryszardem Kapuścińskim, Allenem Ginsbergiem, Zygmuntem Kubiakiem, Robertem Pingetem, Ryszardem Krynickim, Janem Twardowskim, Thorstenem Ahrendem (Suhrkamp Verlag), Jarosławem Markiem Rymkiewiczem, Pawłem Hertzem, Stanisławem Lemem, Gustawem Herlingiem-Grudzińskim, Kazimierzem Hoffmanem, Julianem Kornhauserem, Jérôme’em Lindonem (Editions de Minuit), Irene Lindon (Editions de Minuit), Alberto Giacomettim, Jamesem Lordem o Alberto Giacomettim, Ernstem Scheideggerem o Alberto Giacomettim, Julią Hartwig, Francisem Baconem, Barbarą Bray o Samuelu Becketcie, Markiem Kędzierskim i Krzysztofem Myszkowskim o Samuelu Becketcie, Roswithą Quadflieg o Samuelu Becketcie, Walterem D. Asmusem, Aleksandrem Fiutem, Markiem Skwarnickim, Ewą Lipską, Thomasem Bernhardem, Peterem Fabjanem o Thomasie Bernhardzie, Stefanem Chwinem, Andrzejem Buszą o Czesławie Miłoszu, Marie-Laure Bernadac, Ulfem Küsterem, Wisławą Szymborską, Januszem Szuberem, Antonim Liberą i Januszem Pydą OP o Samuelu Becketcie, Arturem Szlosarkiem, Adamem Zagajewskim, Piotrem Sommerem, Leszkiem Szarugą, Ewą Bathelier, Jurkiem Hirschbergiem, Florentine Schaub, Catherine Grenier o Alberto Giacomettim, Marco Giacomettim o Alberto Giacomettim, Samsonem Picardem o Alberto Giacomettim, Antonim Liberą, Piotrem Matywieckim, Tomaszem Różyckim, Krystyną Rodowską o twórczości Claude'a Estebana oraz w 85. rocznicę urodzin..

## Galeria
W Galerii prezentowane są archiwalne i współczesne fotografie oraz reprodukcje dzieł sztuki. Ukazały się m.in.: Jerzy Andrzejewski Z albumu rodzinnego; Ewa Bathelier Obrazy; Jan Błoński Z albumu rodzinnego; Louise Bourgeois A l’ifini; Krystyna i Stefan Chwinowie Z Archiwum Krystyny i Stefana Chwinów – Tadeusz Konwicki; Stefan Chwin Osoby i obrazy, Rysunki; Aleksander Fiut Moje spotkania z Czesławem Miłoszem (1979–lata 90.); Alberto Giacometti; Renata Gorczyńska:  Iberia, zbliżenia, Miłosz w podróży, Podróżny świata. Czesław Miłosz na fotografiach Renaty Gorczyńskiej, Podróżny świata w fotografiach; Alison Harris Chiaroscuro; Julia Hartwig Z albumu o rodzinnego; Adam Hawałej Tadeusz Różewicz – happening „Śmietnik”; Joanna Helander Pisarze; Ryszard Kapuściński Fotografował Ryszard Kapuściński; Julian Kornhauser Z albumu rodzinnego; Ryszard Krynicki: 16 x Wisława Szymborska (wybrane fotografie z lat 2006–2011), Ludzie, koty, miejsca (16 fotografii), Ludzie, koty, miejsca, książki (16 fotografii z lat 2006–2012), Odwiedziny Juliana (lato 1989), Południk Czerniowce (IX 2015), Zbigniew Herbert w Rotterdamie (sobota, 25 czerwca 1988 r.), Pustynia Negew / krater Ramon 32 powidoki, Pustynia Negew / krater (makhtesh) Ramon 32 powidoki (cd.); Artur Międzyrzecki Fotografie z albumu rodzinnego; Czesław Miłosz Z albumu rodzinnego, Czesław Miłosz w Toruniu i w Bydgoszczy; Krzysztof Myszkowski Tam i z powrotem. Kraków, ulica Bogusławskiego 5, 26 lipca 2000 roku; Lütfi Özkök Samuel Beckett: Portrety 1961–1966; Tadeusz Różewicz Jak szybko zmienia się człowiek; Chris Rzonca Mgliste drogi. Obrazy Chin u progu lat osiemdziesiątych; Wisława Szymborska: Kartka do Ryszarda Krynickiego, Wyklejanki, Wyklejanki i kartki do Anny Frajlich, Wyklejanki dla siostry Nawoi Krostowej (Szymborskiej); Terytorium Bernharda; Terytorium Giacomettiego; Jubileusze „Kwartalnika Artystycznego”.

## Mistrzowie literatury w Filharmonii
W spotkaniach z cyklu „Mistrzowie literatury w Filharmonii” połączonych z kameralnymi koncertami udział wzięli: William Stafford, Allen Ginsberg, Czesław Miłosz, Anders Bodegård, Adam Zagajewski, Ryszard Krynicki, Jan Twardowski, Zygmunt Kubiak, Julia Hartwig, Piotr Sommer.

## Biblioteka „Kwartalnika Artystycznego”
W Bibliotece, która jest dopełnieniem „Kwartalnika Artystycznego”, ukazały się:

### Poezja
- Mirosław Dzień, Cierpliwość, Warszawa 1998
- Jarosław Klejnocki, W drodze do Delft, Warszawa 1998
- Piotr Matywiecki, Zwyczajna symboliczna prawdziwa, Warszawa 1998
- Bożena Keff, Nie jest gotowy, Warszawa 2000
- Grzegorz Musiał, Kraj wzbronionej miłości, Warszawa 2001
- Kazimierz Hoffman, Znaki, Bydgoszcz 2008

### Proza
- Grzegorz Musiał, Al fine, Gdańsk 1997
- Michał Głowiński, Czarne sezony, Warszawa 1998
- Krzysztof Myszkowski, Funebre, Warszawa 1998
- Grzegorz Musiał, Dziennik z Iowa, Warszawa 2000
- Jerzy Andrzejewski, Dziennik paryski, Warszawa 2002
- Krzysztof Myszkowski, Addenda, Bydgoszcz 2017
- Krzysztof Myszkowski, Fragmenty murów obronnych, Bydgoszcz 2021

### Eseje, szkice, rozmowy
- Mieczysław Orski, Lustratorzy wyobraźni, rewidenci fikcji, Warszawa 2002
- Krzysztof Myszkowski, Puste miejsce, Bydgoszcz 2018
- Krzysztof Myszkowski, W rozmowie, Bydgoszcz 2018
- Krzysztof Myszkowski, Punkt wyjścia, Bydgoszcz 2019
- Marek Kędzierski, Krzysztof Myszkowski, Pułapka Becketta, Bydgoszcz 2020

### Emigracja
- Maria Danilewicz-Zielińska, Biurko Konopnickiej, Warszawa 2000
- Janina Kościałkowska, Bih me!, Warszawa 2000
- Tadeusz Nowakowski, Obóz Wszystkich Świętych, Warszawa 2003